# Ursula Franklin

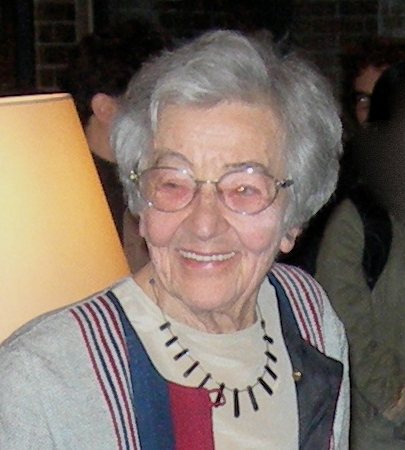
Ursula Franklin in 2006 bij de presentatie van The Ursula Franklin Reader, Massey College, Toronto

Ursula Franklin (München, 16 september 1921 – Toronto, 22 juli 2016) was een Canadese natuurkundige, metallurg, auteur en universitair docent. Ze is vooral bekend vanwege haar werk over sociale en politieke effecten van technologie. Ze was een pionier in de archeometrie: het toepassen van moderne materiaalkunde in archeologie. Zo werkte ze bijvoorbeeld aan de datering van bronzen, koperen en keramieken artefacten. Haar onderzoek naar de aanwezigheid van strontium-90 uit fall-out in tanden van kinderen leidde uiteindelijk tot het stoppen van bovengrondse kernproeven in de jaren 60. Ze schreef onder andere The Real World of Technology en The Ursula Franklin Reader: Pacifism as a Map. Ze was een actief pacifist en feminist.

## Carrière
Als dochter van een Joodse moeder werd ze tijdens de Tweede Wereldoorlog opgesloten in een concentratiekamp. In 1948 kreeg ze haar doctoraat aan de Technische Universiteit Berlijn. Een jaar later verhuisde ze naar Canada, waar ze haar post-doc afrondde aan de Universiteit van Toronto. Hier werd ze in 1984 University Professor. In de jaren 80 deed ze mee aan een campagne van gewetensbezwaarden, die niet wilden dat hun belasting naar defensie zou gaan. Na haar pensioen begon ze met andere vrouwelijke werknemers, die jarenlang minder waren betaald dan hun mannelijke collega's, een rechtszaak tegen de universiteit. Als gevolg kregen 60 gepensioneerde werknemers van de universiteit compensatie voor gemiste inkomens.

## Prijzen en erelidmaatschappen
- Sinds 1992 is ze een Compagnion in de Orde van Canada.[2]
- In 2001 kreeg ze de Pearson Medal of Peace voor haar strijd voor mensenrechten.
- In 2012 werd ze opgenomen in de Canadian Science and Engineering Hall of Fame.